# Phare de la Chiappa
Le phare de la Chiappa (prononcé « kiap»), aussi appelé phare de Porto-Vecchio, est situé sur la pointe de la Chiappa au sud-est du golfe de Porto-Vecchio. Il signale l'approche des bouches de Bonifacio plus au sud.

## Historique
Le programme d'illumination de l'île n'avait pas été étudié en 1825 par Augustin Fresnel. C'est en 1838 qu'est décidé d'implanter cinq phares de premier ordre pour ceinturer l'île.

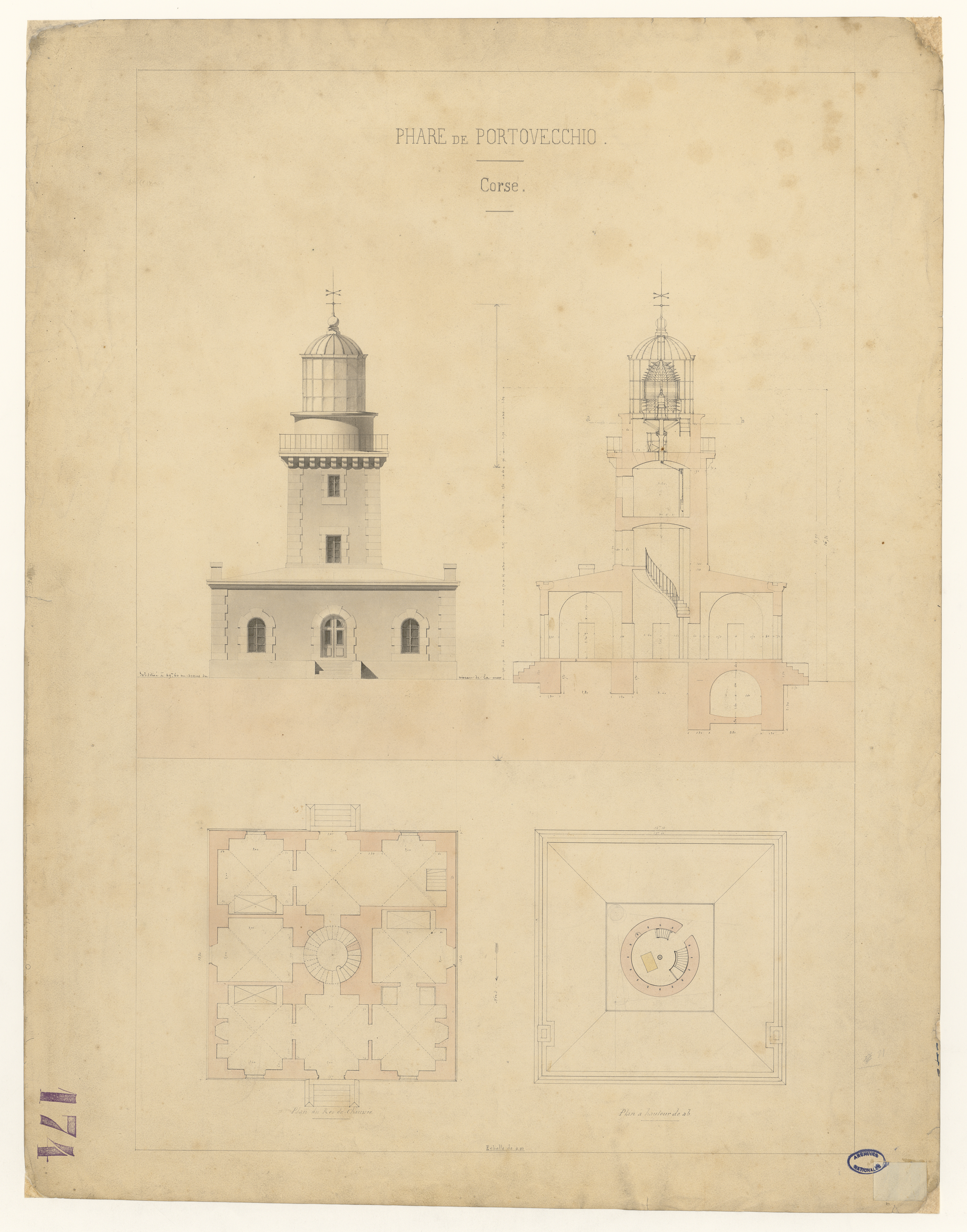
Phare de Portovecchio - plan

Le premier sera le phare des Îles Sanguinaires au sud-ouest. Il sera suivi de ceux de Pertusato et de la Chiappa, au sud ; enfin le Revellata à l'ouest, avant celui de la Giraglia au nord.
Les travaux ont débuté dès 1839 et le phare a été allumé en 1845 avec un feu blanc fixe avec des éclats longs toutes les quatre minutes.
Ce feu est remplacé en 1910 par un feu à occultation toutes les quatre secondes et avec un secteur rouge.

## Phare actuel
C'est une tour carrée en pierres apparentes centrée sur un soubassement carré avec terrasse.
Il comporte des bâtiments annexes qui servaient au gardiennage.

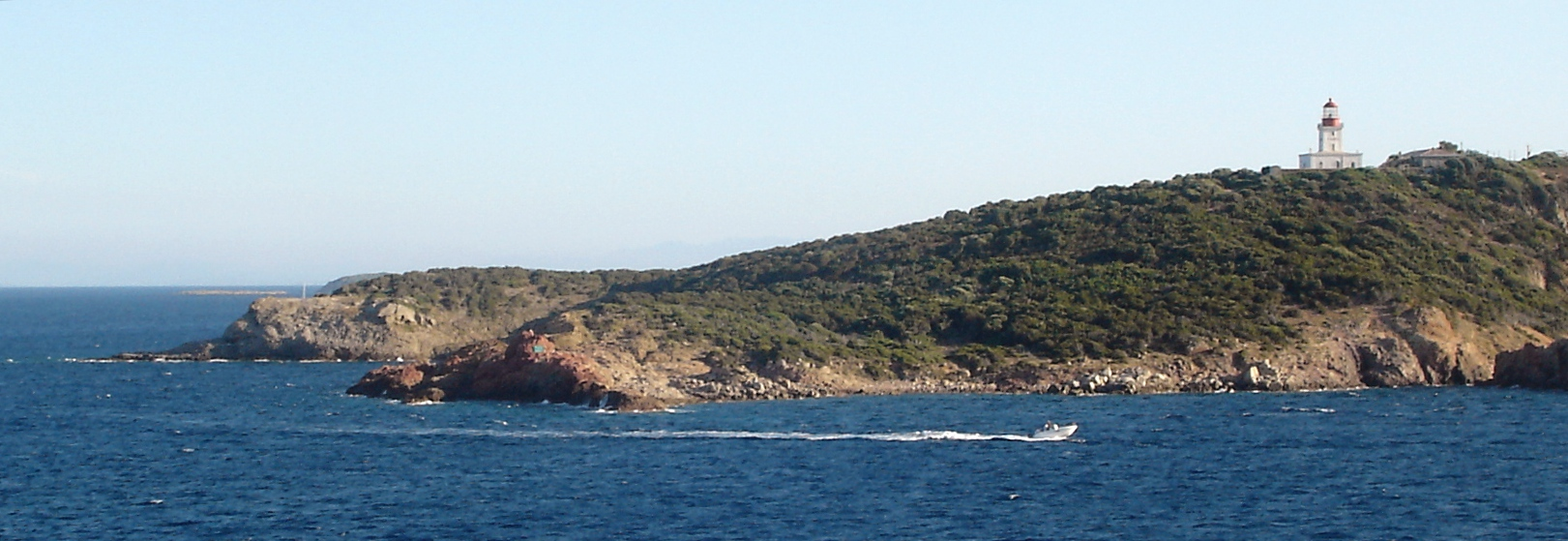
Vue de la punta lla Chjappa et du phare.